# Agave × leopoldii
Agave x leopoldii Hort. ex G. Nicholson è un ibrido di Agave filifera e Agave schidigera.

## Descrizione
Si tratta di una piccola agave con foglie strette e margini bianchi fibrosi, che danno all'insieme della pianta un aspetto "peloso".

## Coltivazione
È conosciuta in Giappone con il nome di Taki no silaito.
È un'agave molto compatta, ideale per la coltivazione in vaso, in balcone o in terrazza.
Si presta ovviamente anche in coltivazioni di giardini rocciosi. Predilige il terreno sabbioso, va esposta in pieno sole od ombra leggera.
La temperatura ideale in inverno non dovrebbe scendere sotto i 2 °C. Necessita di poche irrigazioni nel periodo estivo da interrompere durante l'inverno.